# Tócó-patak

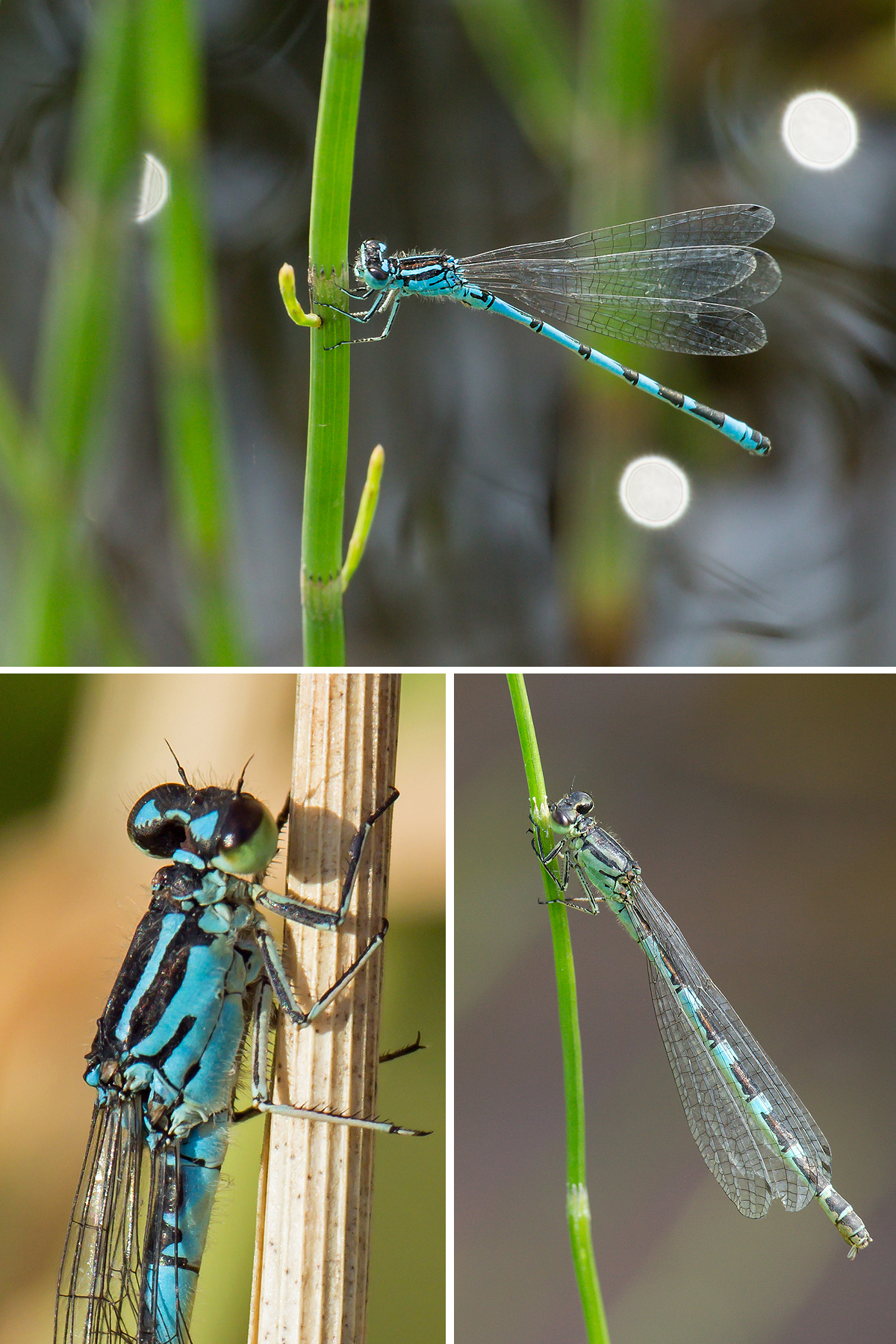
Díszes légivadász

A Tócó-patak Debrecen egyetlen patakja. Az egykori, a török időkben elpusztult Zelemér falu környékén fakad, Sárándnál folyik bele a Kondoros-csatornába. A Tócó-patak Debrecen nyugati részén folyik keresztül, többek között a Tócóskert, Tócórét, Tócóvölgy helyeket nevezték el a patakról. Elhalad még a Debreceni nemzetközi repülőtér, Liget-Lakópark, Böszörményi út helyeken is.

## Nevének eredete

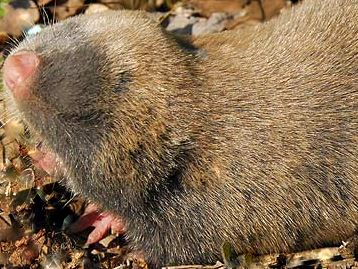
Földikutya

A Tócó elnevezés eredetét valószínűleg a tócsa szóból, a debreceni Köntösgát környékéről vette.

## Elnevezése
A Köntösgáttól lefelé a vizet Kis- és Nagy-Tócónak, míg a mai 4-es úttól délre eső részét Mogyorós folyásának, illetve csatornának is nevezték régebben.

## Története
A Tócó vízfolyás múltja egészen a 14. századig nyomon követhető. Nevét először az 1316-ban, vagy 1317-ben Debrecentől délre, Szepes környékén, a Tócó partján lezajlott csata nyomán említették, melynek régészeti bizonyítékai is fennmaradtak. A következő említése a 16. és 18. század közötti időszakból maradt ránk, városi utasítások formájában, hiszen ekkor a belvíz elvezetése érdekében több árkot is ástak itt, ezek közül valamelyik lehetett a Tócó eredeti medre. Ami bizonyosra vehető, hogy egyenes szakaszai mesterségesen ásott mederszakaszok.

## Régészet

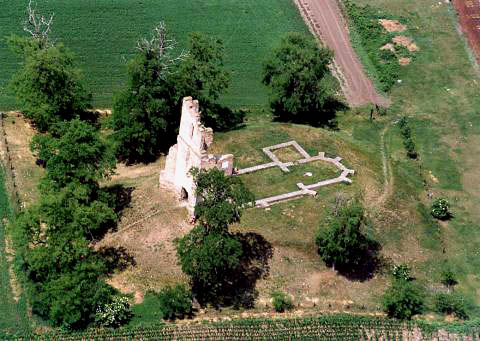
Zeleméri templomrom

A Tócó-patak partjáról több lelet is származik, az elsők a kőkorszakból, de Rézkorból és a bronzkorból való tárgyak, temetkezési helyeket is feltártak itt. A Zelemérnél, a vízfolyás, patak forrássánál egy bronzkori földvár nyomait fedezhetjük fel, valószínűleg az ott található nagy víz segítette annak védelmét. 
A Tócóval párhuzamosan sírhalmok (kurgánok) sora található, melyeknek eddig csak egy részét kutatták.

## Védett természeti értékei
A patak józsai szakasza védett ártéri ligeterdőket, és a hozzá tartozó réteket (száraz gyepeket), melyek nagyrésze síksági
pannon löszsztyep foglal magába, rétjein megtalálható a védett ürge (Spermophilus citellus) és a fokozottan védett földikutya (Nannospalax transsylvanicus) élőhelye is.

## Növényvilága

### A Tócó-patak környékének növényvilága
A patak környékét

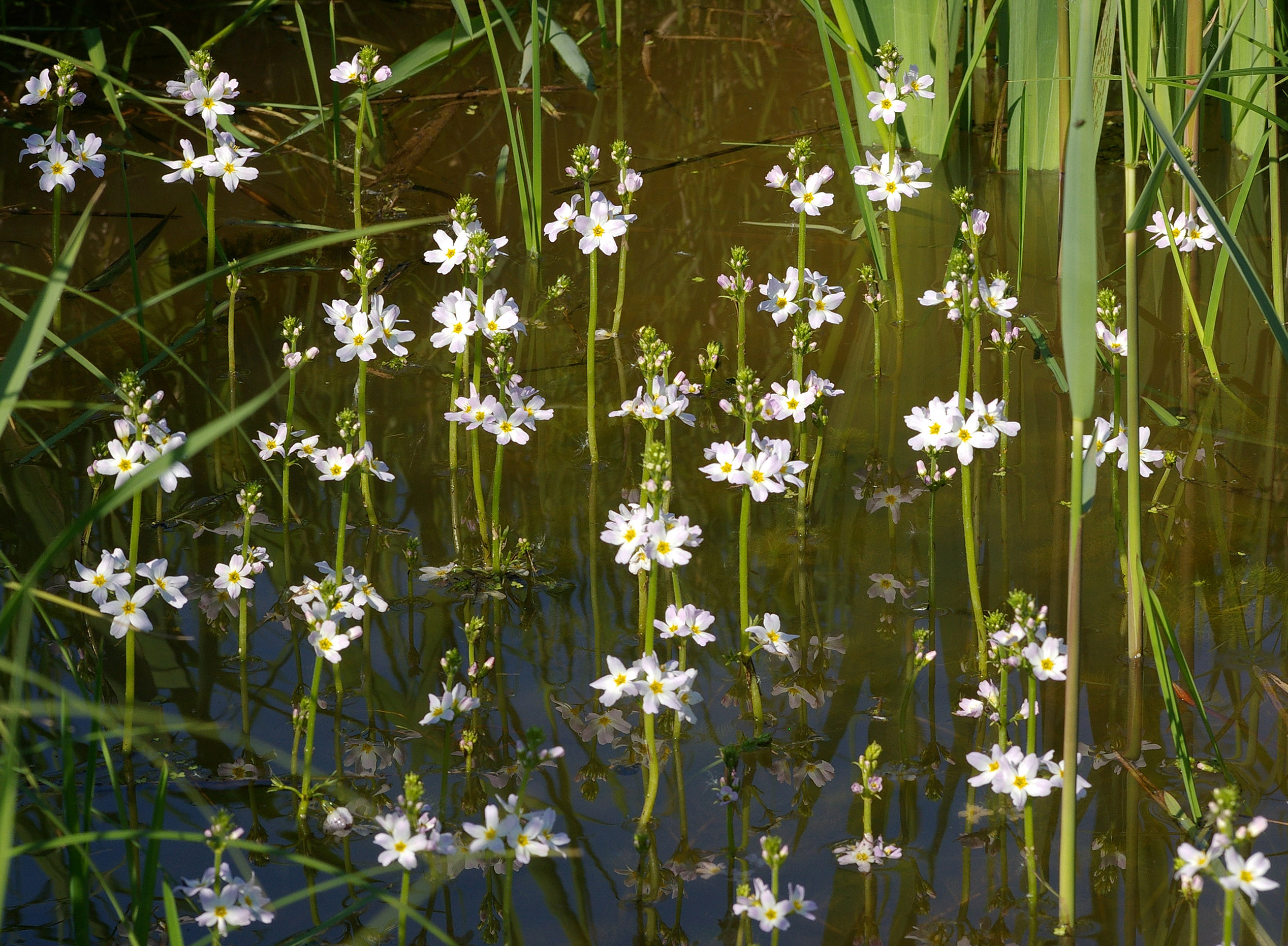
Mocsári békaliliom

- mocsárrétek: (sárga nőszirom vagy mocsári nőszirom (Iris pseudacorus)
- síksági pannon löszgyep : Gyapjas csüdfű
- kötött talajú sztyepprétek
- harmatkásás
- békabuzogányos
- pántlikafüves mocsári vízparti növényzet,

- zsombékoló magassásrétek
- mocsári vagy hínárnövényzet mozaikok,

a folyóvizek partjainál 
- üde és félszáraz gyepekkel

- üde és nedves cserjésekkel

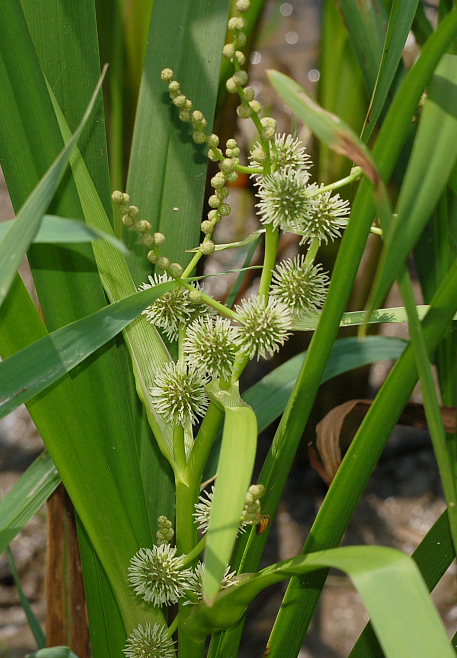
Ágas békabuzogány

- galagonyás-kökényes-borókás száraz cserjésekkel
- akácültetvényekkel
- nemesnyárasokkal vegyesen és egyéb ültetett
- lomblevelű erdők alkotják.

## Állat-és rovarvilága
- vöröshasú unka (Bombina bombina)
- mocsári teknős (Emys orbicularis)
- ürge (Spermophilus citellus)
- szivárványos ökle (Rhodeus sericeus)
- réti csík (Misgurnus fossilis)
- vidra (Lutra lutra)
- díszes légivadász (Coenagrion ornatum)

## Galéria

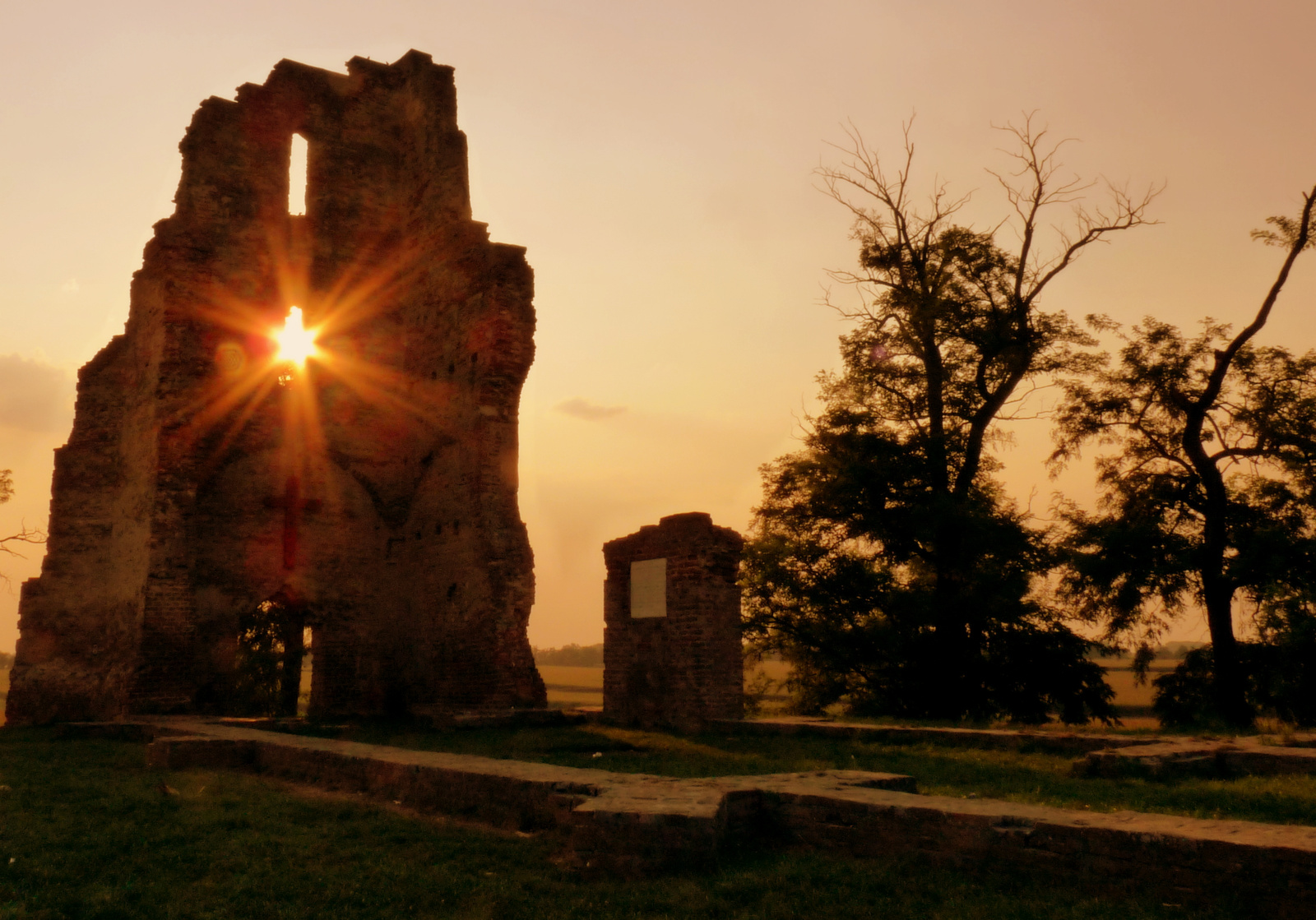
Zeleméri csonkatorony a Tócó patak mellett
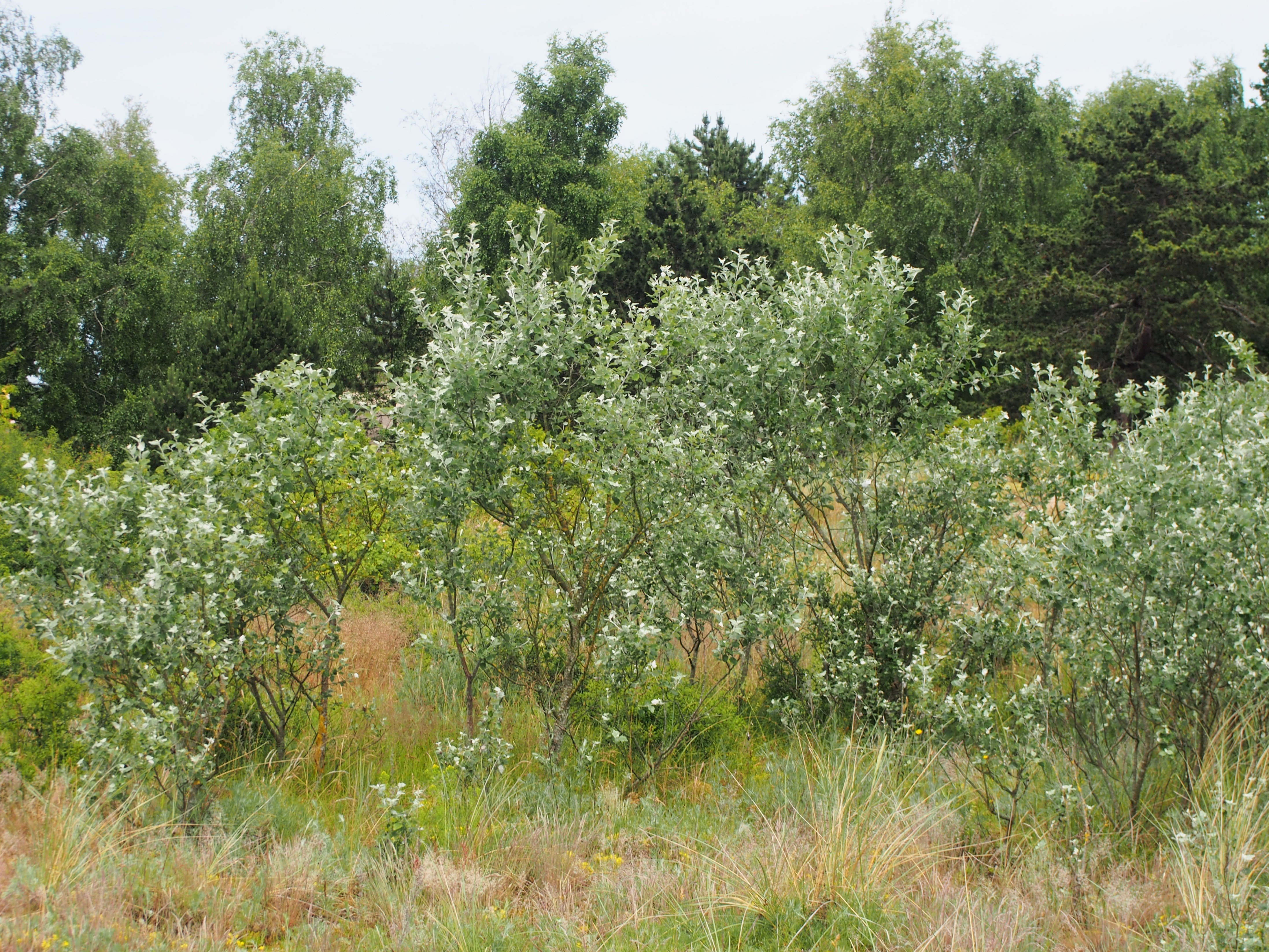
Nemesnyáras liget
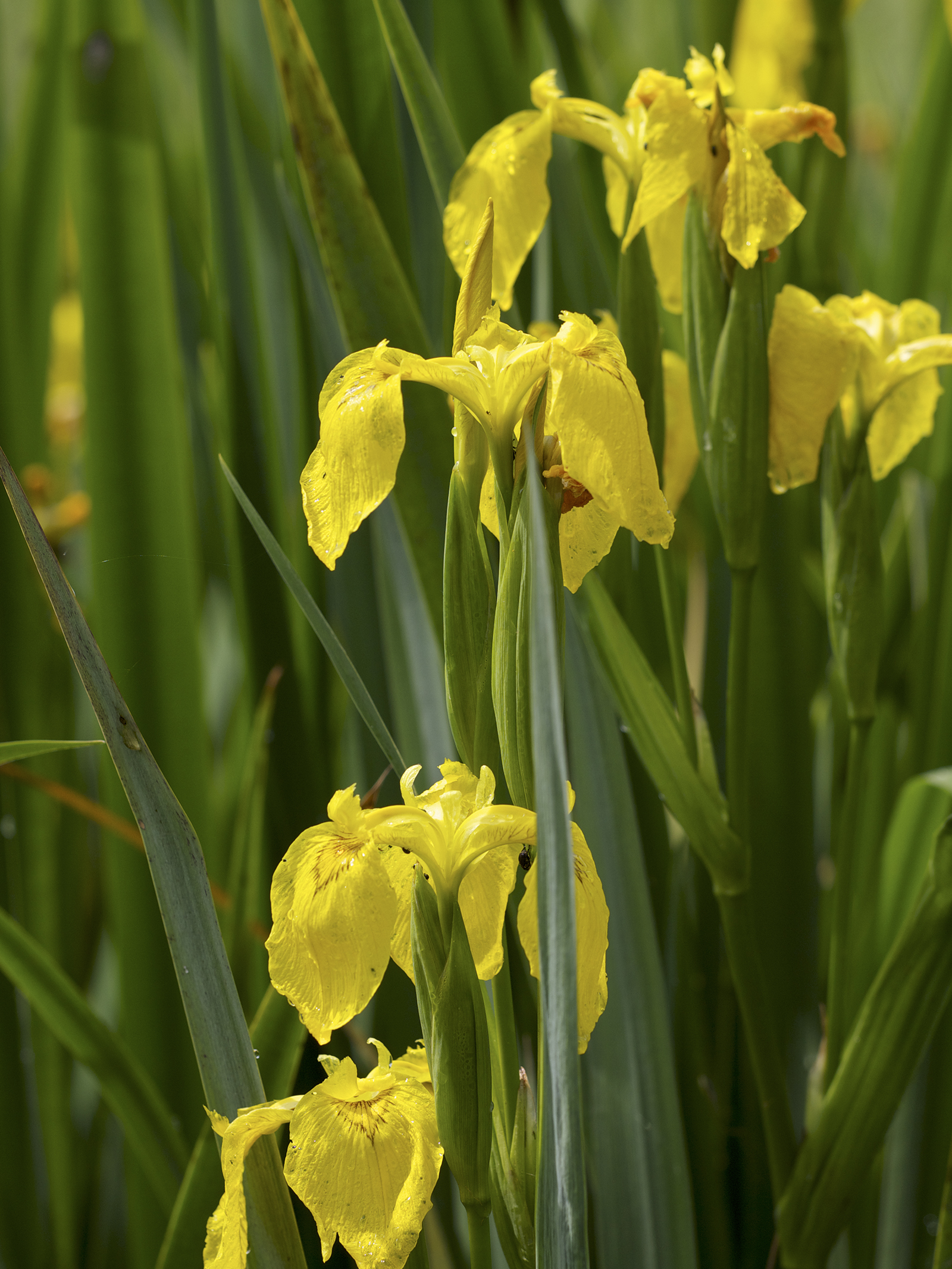
Sárga nőszirom
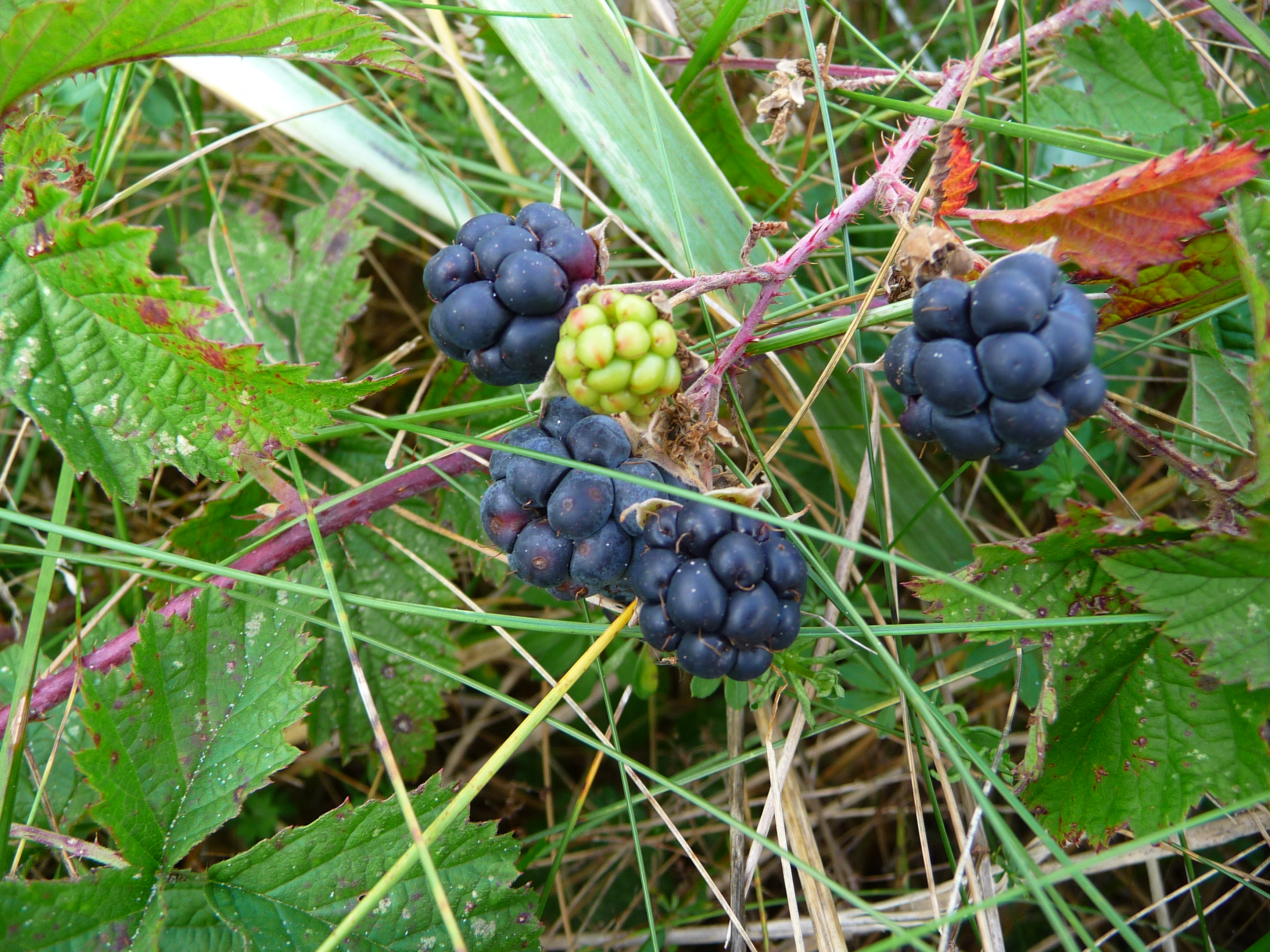
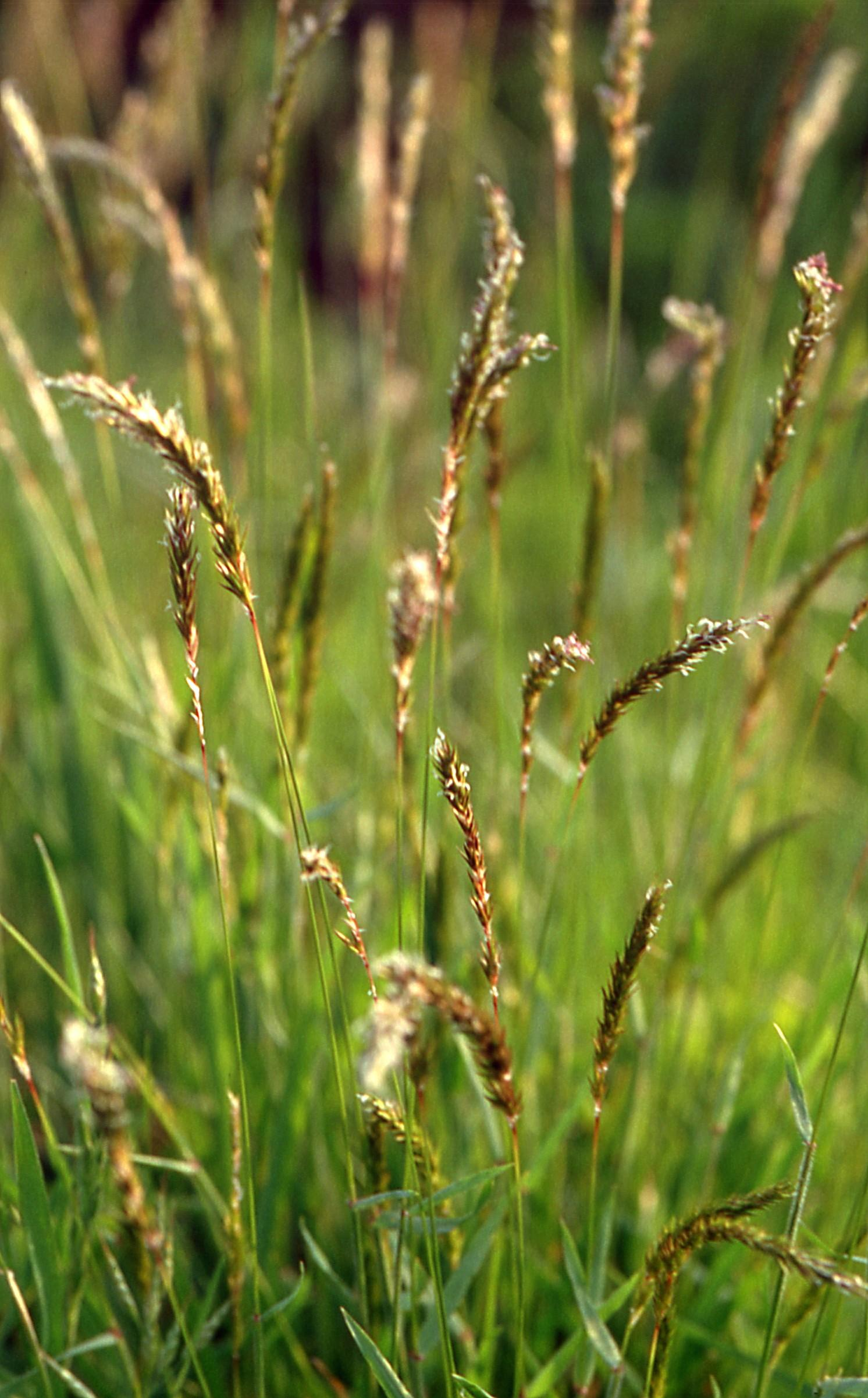
Borjúpázsit
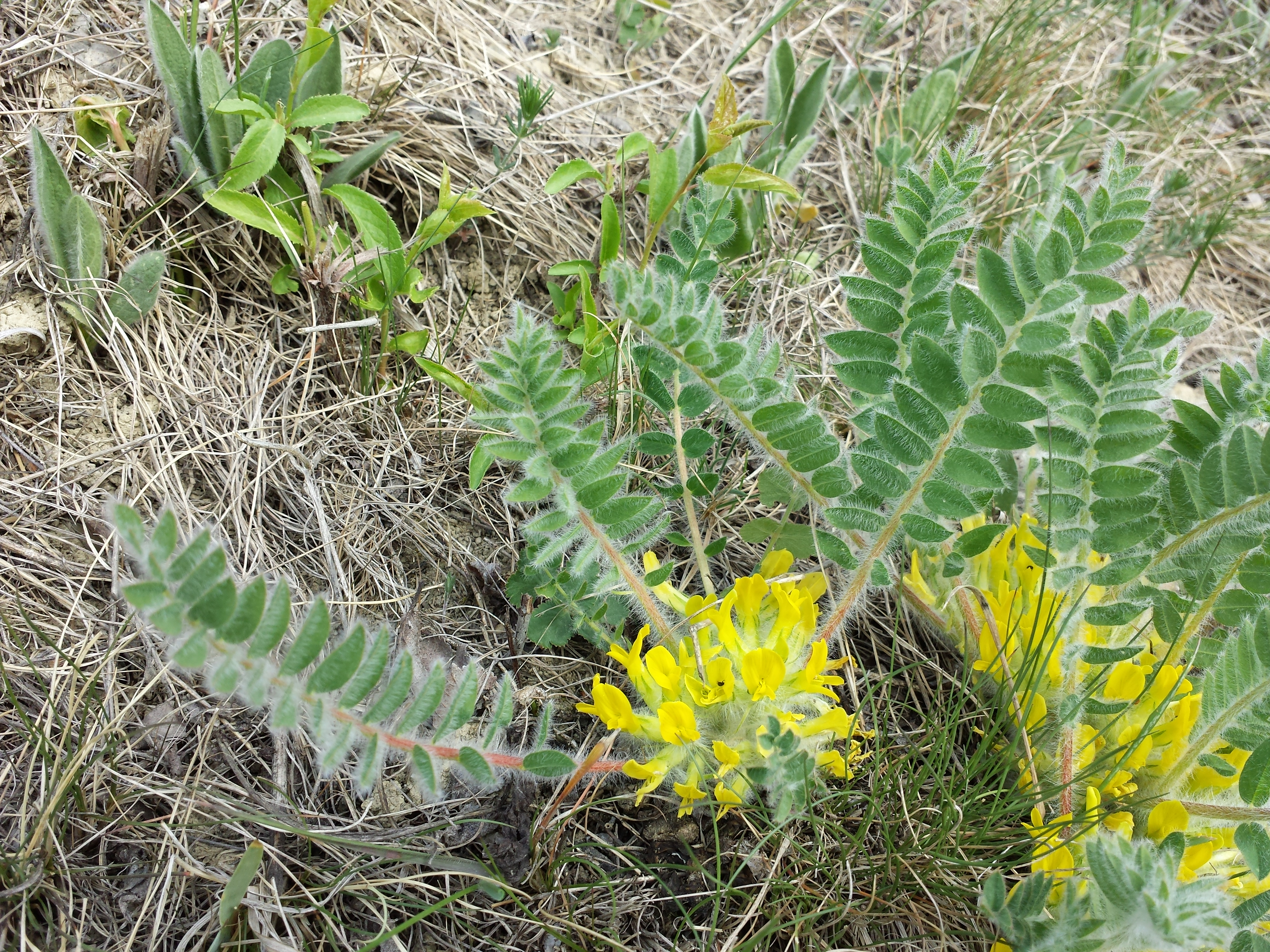
Gyapjas csüdfű
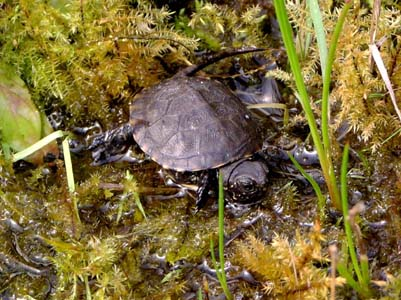
Mocsári teknős